# Göndul

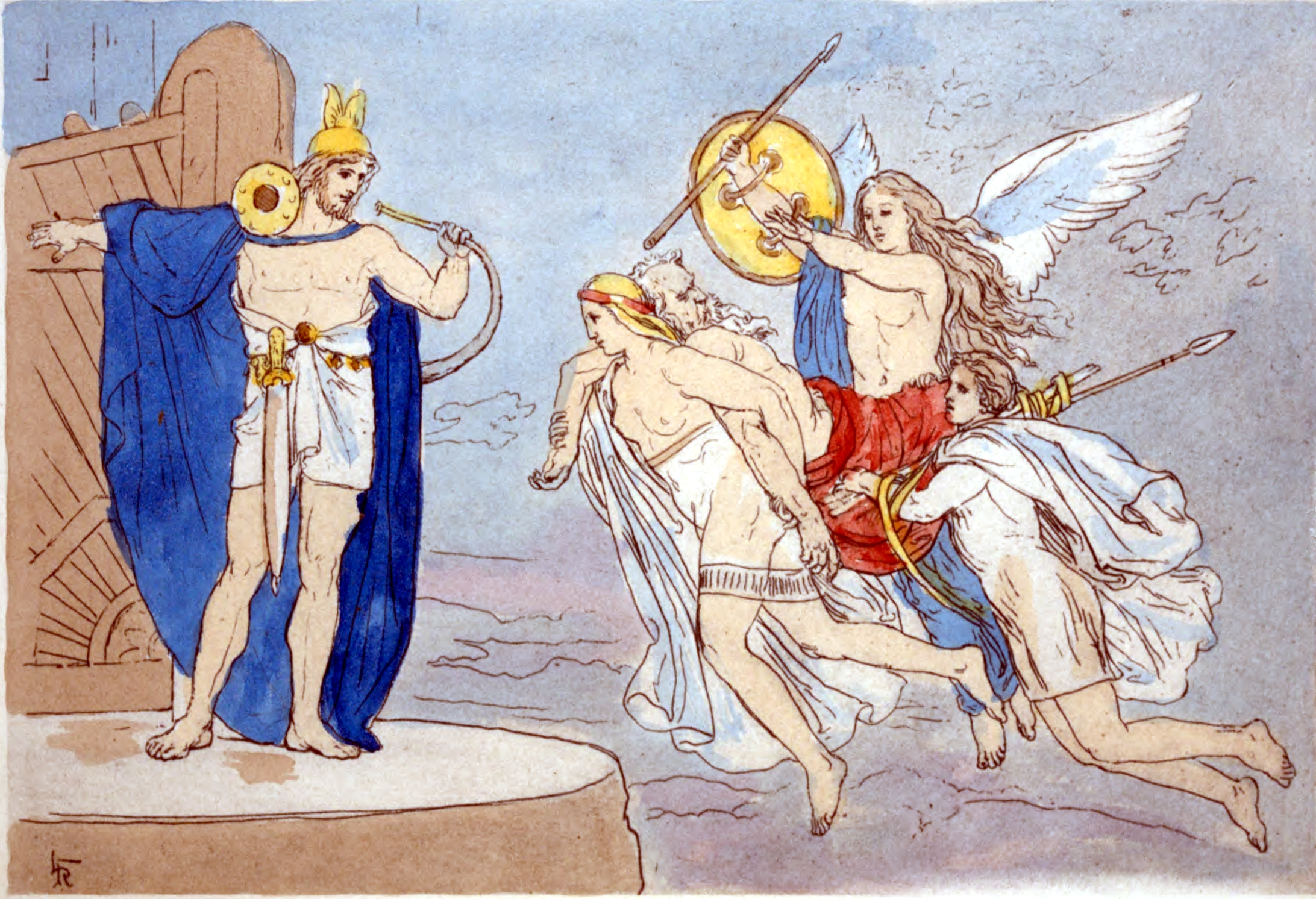
Heimdallr y Valkirios por Frølich

Göndul es una de las valquirias de la mitología nórdica. Es mencionada en Hákonarmál, Völuspá e in Darraðarljóð. También aparece en Sörla þáttr, donde es muy similar a Freyja. Aparte de estas referencias el personaje de Göndul es desconocido.
En Völuspá se la menciona en una lista de valquirias:
| Sá hon valkyrjur vítt um komnar görvar at ríða til Goðþjóðar. Skuld helt skildi, en Skögul önnur, Gunnr, Hildr, Göndul ok Geirskögul. Nú eru talðar nönnur Herjans, görvar at ríða grund, valkyrjur. | Ella vio valquirias viniendo de lo lejos y ancho, listas para cabalgar junto a los dioses; Skuld tenía un escudo, y Skögul era otra, Gunnr, Hildr, Göndul, y Geirskögul. Ahora las doncellas de Herjann (i.e. Odín) han sido contadas, valquirias listas para cabalgar sobre la tierra. |
| Völuspa, estrofa 31 | |

En Hákonarmál se relata que Odín envió a Göndul y Skögul para elegir que rey debería ser conducido a sus salones:
| 1. Göndul ok Skögul sendi Gauta-týr at kjósa of konunga, hverr Yngva ættar skyldi með Óðni fara ok í Valhöll vesa. 10. Göndul þat mælti, studdisk geirskapti: vex nú gengi goða, es Hákoni hafa með her mikinn heim bönd of boðit. | 1. Göndul y Skögul fueron enviadas por Gauta-Týr (i.e. Odín) para elegir entre reyes quien de la casa de los Yngling, debería ir con Odín y morar en Valhalla. 10. Göndul dijo esto apoyada por el mango de una lanza: "Ahora el poder de los dioses crece ya que los lazos (los dioses) han invitado a Hákon a su casa con un gran ejército." |
| Hákonarmál, estrofas 1 y 10 | |